# Mario Pašalić
Mario Pašalić (født 9. februar 1995) er en tyskfødt kroatisk fodboldspiller, der spiller for den italienske klub Atalanta BC.
Han blev udtaget i Kroatiens EM-trup til EM i fodbold 2021.
Han blev udnævnt i Kroatiens trup til VM i fodbold 2022 i Qatar.